# Fase de grupos de la Copa Mundial de Baloncesto Femenino de 2018
La fase de grupos del Campeonato Mundial de Baloncesto Femenino se celebra en la isla de Tenerife (España) entre el 22 y el 25 de septiembre de 2018, bajo la organización de la Federación Internacional de Baloncesto (FIBA) y la Federación Española de Baloncesto.

## Resultados
- Todos los partidos en la hora local de Islas Canarias (UTC+1).

### Grupo A
|   | Equipo        | Pts | PG | PP | PF | PC | Dif |
| - | ------------- | --- | -- | -- | -- | -- | --- |
| 1 | Francia       | 2   | 1  | 0  | 89 | 58 | 31  |
| 2 | Grecia        | 0   | 0  | 0  | 0  | 0  | 0   |
| 3 | Canadá        | 0   | 0  | 0  | 0  | 0  | 0   |
| 4 | Corea del Sur | 1   | 0  | 1  | 58 | 89 | −31 |

#### Resultados
| 22 de septiembre, 13:30 | Corea del Sur                                         | 58–89                | Francia                                                            | |  |
|                         | Parciales: 23–18, 8–25, 12–23, 15–23                  |                      |                                                                    | |  |
|                         | Estadísticas Ji Su Park 15 Ji Su Park 8 Hyejin Park 5 | Reporte Pts Reb Asts | Estadísticas 19 Marine M.M. Johannès 10 Hélèna Ciak 5 Sarah Michel | Pabellón: Pabellón Municipal de Deportes Quico Cabrera, Santa Cruz de Tenerife Asistencia: 479 espectadores Árbitros: Luis Castillo Andreia Silva Maripier Malo |  |

| 22 de septiembre, 17:30 | Grecia                         | vs. | Canadá | |
|                         | Parciales: 10–23, 15–28, 13–15 |     |        | |
|                         |                                |     |        | Pabellón: Pabellón Insular Santiago Martín, San Cristóbal de La Laguna Árbitros: Manuel Mazzoni Özlem Yalman Takaki Kato |

| 23 de septiembre, 11:30 | Canadá | vs. | Corea del Sur | |
|                         |        |     |               | |
|                         |        |     |               | Pabellón: Pabellón Insular Santiago Martín, San Cristóbal de La Laguna Árbitros: Árbitro 1 Árbitro 2 Árbitro 3 |

| 23 de septiembre, 17:30 | Francia | vs. | Grecia | |
|                         |         |     |        | |
|                         |         |     |        | Pabellón: Pabellón Insular Santiago Martín, San Cristóbal de La Laguna Árbitros: Árbitro 1 Árbitro 2 Árbitro 3 |

| 25 de septiembre, 13:30 | Corea del Sur | vs. | Grecia | |
|                         |               |     |        | |
|                         |               |     |        | Pabellón: Pabellón Municipal de Deportes Quico Cabrera, Santa Cruz de Tenerife Árbitros: Árbitro 1 Árbitro 2 Árbitro 3 |

| 25 de septiembre, 20:30 | Canadá | vs. | Francia | |
|                         |        |     |         | |
|                         |        |     |         | Pabellón: Pabellón Municipal de Deportes Quico Cabrera, Santa Cruz de Tenerife Árbitros: Árbitro 1 Árbitro 2 Árbitro 3 |

### Grupo B
|   | Equipo    | Pts | PG | PP | PF | PC | Dif |
| - | --------- | --- | -- | -- | -- | -- | --- |
| 1 | Turquía   | 2   | 1  | 0  | 63 | 37 | 26  |
| 2 | Australia | 2   | 1  | 0  | 86 | 68 | 18  |
| 3 | Nigeria   | 1   | 0  | 1  | 68 | 86 | −18 |
| 4 | Argentina | 1   | 0  | 1  | 37 | 63 | −26 |

#### Resultados
| 22 de septiembre, 11:30 | Australia                                                 | 86–68                | Nigeria                                                                     | |  |
|                         | Parciales: 24–17, 18–14, 21–23, 23–14                     |                      |                                                                             | |  |
|                         | Estadísticas Liz Cambage 34 Liz Cambage 12 Steph Talbot 6 | Reporte Pts Reb Asts | Estadísticas 21 Evelyn Akhator 6 A. Elonu y A. Nyingifa 4 Promise Amukamara | Pabellón: Pabellón Insular Santiago Martín, San Cristóbal de La Laguna Asistencia: 422 espectadores Árbitros: Yener Yilmaz Snehal Bendke Alexis Mercado Pacheco |  |

| 22 de septiembre, 14:00 | Turquía                                                     | 63–37                | Argentina                                                          | |  |
|                         | Parciales: 19–14, 14–9, 18–4, 12–13                         |                      |                                                                    | |  |
|                         | Estadísticas Tilbe Senyürek 13 Tilbe Senyürek 8 Ayse Cora 5 | Reporte Pts Reb Asts | Estadísticas 12 Macarena Rosset 8 Agostina Burani 4 Melisa Gretter | Pabellón: Pabellón Insular Santiago Martín, San Cristóbal de La Laguna Asistencia: 573 espectadores Árbitros: Omar Bermúdez Maj Kazuko Forsberg Arnaud Kom Njilo |  |

| 23 de septiembre, 11:00 | Argentina | vs. | Australia | |
|                         |           |     |           | |
|                         |           |     |           | Pabellón: Pabellón Municipal de Deportes Quico Cabrera, Santa Cruz de Tenerife Árbitros: Árbitro 1 Árbitro 2 Árbitro 3 |

| 23 de septiembre, 20:30 | Nigeria | vs. | Turquía | |
|                         |         |     |         | |
|                         |         |     |         | Pabellón: Pabellón Municipal de Deportes Quico Cabrera, Santa Cruz de Tenerife Árbitros: Árbitro 1 Árbitro 2 Árbitro 3 |

| 25 de septiembre, 11:30 | Australia | vs. | Turquía | |
|                         |           |     |         | |
|                         |           |     |         | Pabellón: Pabellón Insular Santiago Martín, San Cristóbal de La Laguna Árbitros: Árbitro 1 Árbitro 2 Árbitro 3 |

| 25 de septiembre, 17:30 | Argentina | vs. | Nigeria | |
|                         |           |     |         | |
|                         |           |     |         | Pabellón: Pabellón Insular Santiago Martín, San Cristóbal de La Laguna Árbitros: Árbitro 1 Árbitro 2 Árbitro 3 |

### Grupo C
|   | Equipo      | Pts | PG | PP | PF | PC | Dif |
| - | ----------- | --- | -- | -- | -- | -- | --- |
| 1 | Japón       | 0   | 0  | 0  | 0  | 0  | 0   |
| 2 | Puerto Rico | 0   | 0  | 0  | 0  | 0  | 0   |
| 3 | Bélgica     | 0   | 0  | 0  | 0  | 0  | 0   |
| 4 | España      | 0   | 0  | 0  | 0  | 0  | 0   |

#### Resultados
| 22 de septiembre, 20:00 | Japón | vs. | España | |
|                         |       |     |        | |
|                         |       |     |        | Pabellón: Pabellón Insular Santiago Martín, San Cristóbal de La Laguna Árbitros: Amy Bonner Natalia Cuello James Boyer |

| 22 de septiembre, 20:30 | Puerto Rico | vs. | Bélgica | |
|                         |             |     |         | |
|                         |             |     |         | Pabellón: Pabellón Municipal de Deportes Quico Cabrera, Santa Cruz de Tenerife Árbitros: Yohan Rosso Harja Jaladri Zhu Duan |

| 23 de septiembre, 13:30 | Bélgica | vs. | Japón | |
|                         |         |     |       | |
|                         |         |     |       | Pabellón: Pabellón Municipal de Deportes Quico Cabrera, Santa Cruz de Tenerife Árbitros: Árbitro 1 Árbitro 2 Árbitro 3 |

| 23 de septiembre, 20:00 | España | vs. | Puerto Rico | |
|                         |        |     |             | |
|                         |        |     |             | Pabellón: Pabellón Insular Santiago Martín, San Cristóbal de La Laguna Árbitros: Árbitro 1 Árbitro 2 Árbitro 3 |

| 25 de septiembre, 11:00 | Japón | vs. | Puerto Rico | |
|                         |       |     |             | |
|                         |       |     |             | Pabellón: Pabellón Municipal de Deportes Quico Cabrera, Santa Cruz de Tenerife Árbitros: Árbitro 1 Árbitro 2 Árbitro 3 |

| 25 de septiembre, 20:00 | Bélgica | vs. | España | |
|                         |         |     |        | |
|                         |         |     |        | Pabellón: Pabellón Insular Santiago Martín, San Cristóbal de La Laguna Árbitros: Árbitro 1 Árbitro 2 Árbitro 3 |

### Grupo D
|   | Equipo         | Pts | PG | PP | PF | PC | Dif |
| - | -------------- | --- | -- | -- | -- | -- | --- |
| 1 | China          | 2   | 1  | 0  | 64 | 61 | 3   |
| 2 | Estados Unidos | 0   | 0  | 0  | 0  | 0  | 0   |
| 3 | Senegal        | 0   | 0  | 0  | 0  | 0  | 0   |
| 4 | Letonia        | 1   | 0  | 1  | 61 | 64 | −3  |

#### Resultados
| 22 de septiembre, 11:00 | Letonia                                                             | 61–64                | China                                           | |  |
|                         | Parciales: 10–17, 20–14, 14–13, 17–20                               |                      |                                                 | |  |
|                         | Estadísticas Anete Steinberga 16 Anete Steinberga 11 Ieva Pulvere 5 | Reporte Pts Reb Asts | Estadísticas 15 Ting Shao 10 Xu Han 5 Ting Shao | Pabellón: Pabellón Municipal de Deportes Quico Cabrera, Santa Cruz de Tenerife Árbitros: Antonio Conde Julio Anaya Georgios Poursanidis |  |

| 22 de septiembre, 18:00 | Estados Unidos | vs. | Senegal | |
|                         |                |     |         | |
|                         |                |     |         | Pabellón: Pabellón Municipal de Deportes Quico Cabrera, Santa Cruz de Tenerife Árbitros: Árbitro 1 Árbitro 2 Árbitro 3 |

| 23 de septiembre, 14:00 | Senegal | vs. | Letonia | |
|                         |         |     |         | |
|                         |         |     |         | Pabellón: Pabellón Insular Santiago Martín, San Cristóbal de La Laguna Árbitros: Árbitro 1 Árbitro 2 Árbitro 3 |

| 23 de septiembre, 18:00 | China | vs. | Estados Unidos | |
|                         |       |     |                | |
|                         |       |     |                | Pabellón: Pabellón Municipal de Deportes Quico Cabrera, Santa Cruz de Tenerife Árbitros: Árbitro 1 Árbitro 2 Árbitro 3 |

| 25 de septiembre, 14:00 | Senegal | vs. | China | |
|                         |         |     |       | |
|                         |         |     |       | Pabellón: Pabellón Insular Santiago Martín, San Cristóbal de La Laguna Árbitros: Árbitro 1 Árbitro 2 Árbitro 3 |

| 25 de septiembre, 18:00 | Letonia | vs. | Estados Unidos | |
|                         |         |     |                | |
|                         |         |     |                | Pabellón: Pabellón Municipal de Deportes Quico Cabrera, Santa Cruz de Tenerife Árbitros: Árbitro 1 Árbitro 2 Árbitro 3 |